# Solonț
Solonț è un comune della Romania di 3 841 abitanti, ubicato nel distretto di Bacău, nella regione storica della Moldavia.